# NGC 318
NGC 318 је лентикуларна галаксија у сазвежђу Рибе која се налази на NGC листи објеката дубоког неба.
Деклинација објекта је + 30° 25' 34" а ректасцензија 0h 58m 5,2s. Привидна величина (магнитуда) објекта NGC 318 износи 14,4 а фотографска магнитуда 15,4. NGC 318 је још познат и под ознакама CGCG 501-54, NPM1G +30.0032, PGC 3465.